# WASP-17b
WASP-17b és un exoplaneta de la constel·lació de l'Escorpió que orbita a l'estrella WASP-17. El seu descobriment es va anunciar l'11 d'agost de 2009. És el primer planeta descobert que té una òrbita retrògrada, el que significa que orbita en una direcció contrària a la rotació de la seva estrella amfitriona. Aquest descobriment va qüestionar la teoria de formació planetària tradicional. En termes de diàmetre, el WASP-17b és un dels exoplanetes més grans descoberts i a la meitat de la massa de Júpiter, això fa que sigui el planeta més inflat. El 3 de desembre de 2013, els científics que treballen amb el Telescopi espacial Hubble van informar haver detectat aigua a l'atmosfera de l'exoplaneta.

## Descobriment
Un equip d'investigadors liderats per David Anderson de la Universitat de Keele a Staffordshire, Anglaterra, van descobrir el gegant gasós, que està a uns 1.000 anys llum (300 parsecs) de la Terra, observant-ho en trànsit amb la seva estrella amfitriona WASP-17. Aquestes observacions fotomètriques també revelen la mida del planeta. El descobriment va ser realitzat amb un conjunt de telescopis a l'Observatori Astronòmic de Sud-àfrica. A causa de la participació de consorci d'universitats Wide Angle Search for Planets SuperWASP, l'exoplaneta, com el 17è trobat fins a la data per aquest grup, va rebre el seu nom actual.
Els astrònoms de l'Observatori de Ginebra van poder utilitzar els desplaçaments cap al roig característics i desplaçaments cap al blau en l'espectre de l'estrella amfitriona a mesura que la seva velocitat radial variava en el curs de l'òrbita del planeta per mesurar la massa del planeta i obtenir una indicació de la seva excentricitat orbital. L'examen prudent de l'efecte Doppler durant els trànsits també els va permetre determinar la direcció del moviment orbital del planeta en relació amb la rotació de la seva estrella mare a través de l'efecte Rossiter-McLaughlin.

## Propietats especials
El WASP-17b té un radi entre 1,5 i 2 vegades superior a la de Júpiter i aproximadament la meitat de la massa. Així, la seva densitat mitjana és entre 0,08 i 0,19 g/cm³, en comparació amb 1.326 g/cm³ de Júpiter i 5.515 g/cm³ de la Terra (la densitat de l'aigua és 1 g/cm³). La densitat inusualment baixa es creu que és una conseqüència d'una combinació de l'excentricitat orbital del planeta i la seva proximitat amb la seva estrella mare (menys d'una setena de la distància entre Mercuri i el Sol), al fet que condueix a la flexió de la marea i a l'escalfament del seu interior. El mateix mecanisme està darrere de la intensa activitat volcànica de la lluna Io de Júpiter.
Es creu que WASP-17b té una òrbita retrògrada (amb una inclinació de l'òrbita normal projectada cap al cel contra l'eix de gir estel·lar d'uns 149°, que no s'ha de confondre amb la inclinació de la línia de vista de l'òrbita, donada en la taula, que està prop de 90° per a tots els planetes en trànsit), el que el convertiria en el primer planeta a descobrir que té aquest moviment orbital. Va ser trobat per mesurar l'efecte Rossiter–McLaughlin del planeta en el senyal Doppler de l'estrella, ja que va transitar, en què qualsevol dels hemisferis de l'estrella està girant cap o lluny de la Terra va mostrar un lleuger desplaçament cap al blau o el desplaçament cap al vermell seria esmorteït pel planeta en trànsit. Els científics encara no estan segurs de per què el planeta gira en sentit oposat a la rotació de l'estrella. Les teories inclouen una assistència gravitatòria resultant d'una col·lisió propera amb un altre planeta, o la intervenció d'un cos més petit semblant a un planeta que treballa per canviar gradualment l'òrbita de WASP-17b en inclinar-lo a través del Mecanisme de Kozai.

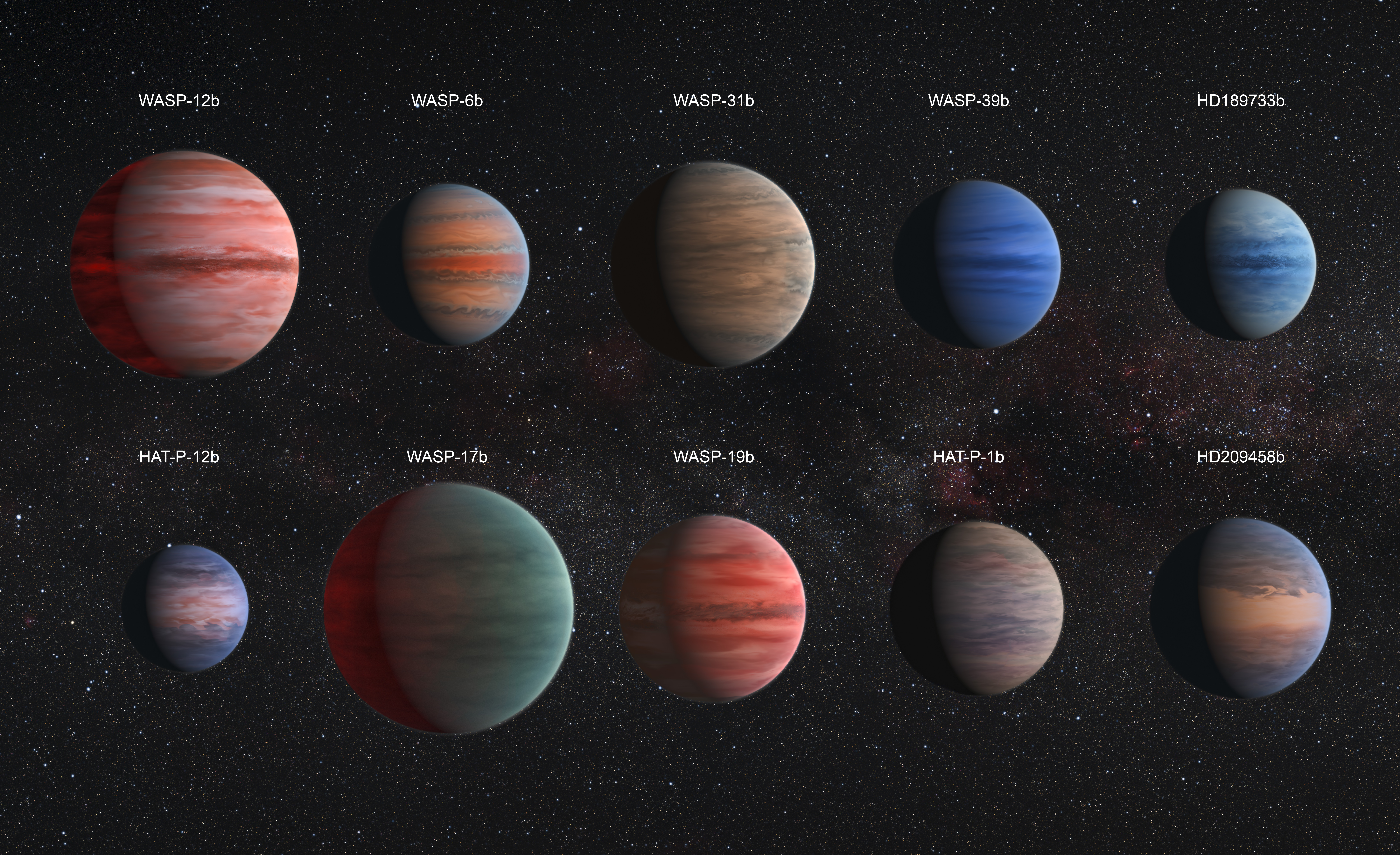
Comparació d'exoplanetes de "Júpiters calents" (concepte artístic).
Des de la part superior esquerra a la inferior dreta: WASP-12b, WASP-6b, WASP-31b, WASP-39b, HD 189733b, HAT-P-12b, WASP-17b, WASP-19b, HAT-P-1b i HD 209458b.